# Малле, Поль Анри

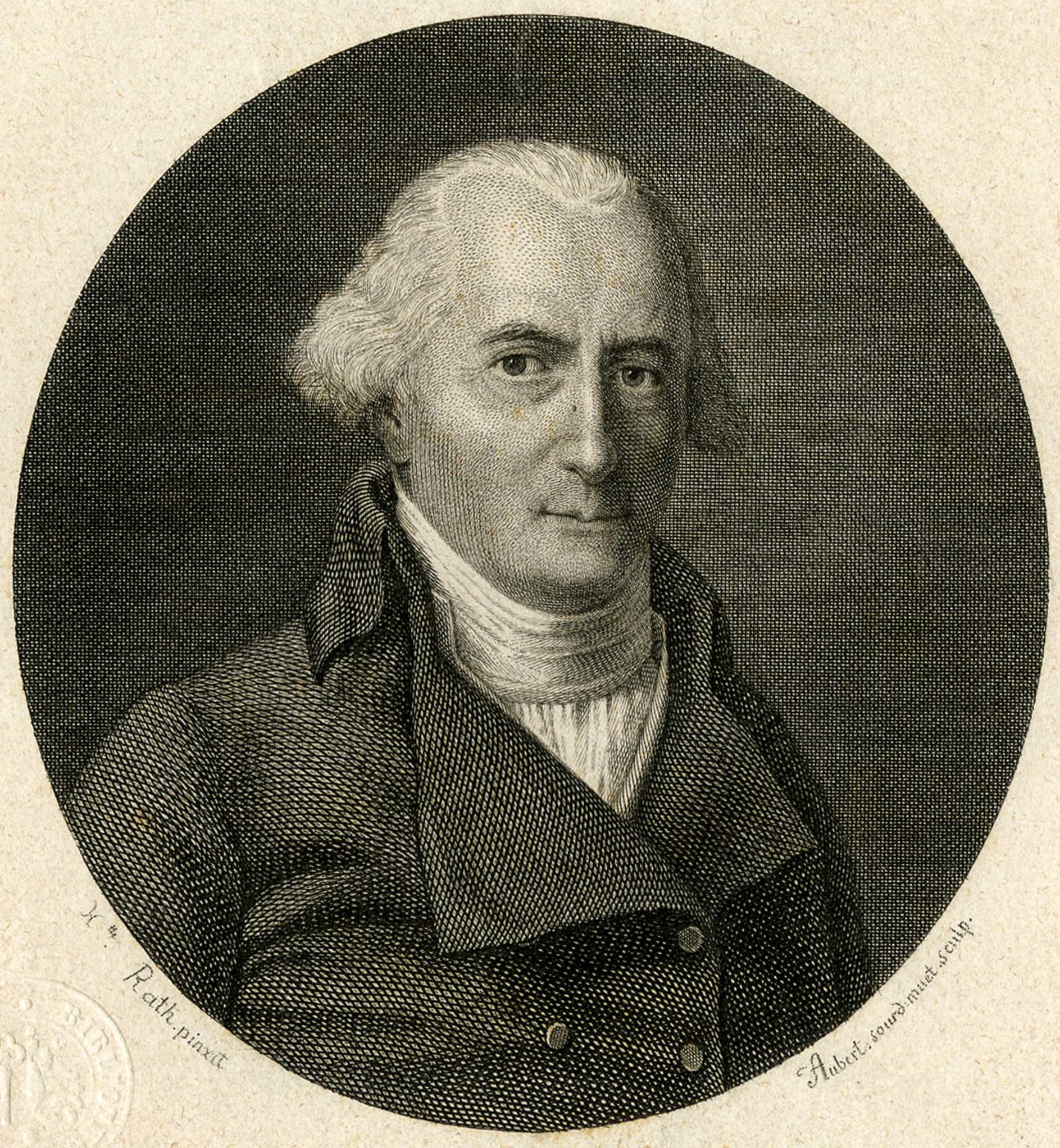

Поль Анри Малле́ (фр. Paul Henri Mallet, 20 августа 1730-8 февраля 1807) — швейцарский историк, первый переводчик «Эдды» на французский язык. Был первым в континентальной Европе автором серьёзного научного труда, посвященного древнескандинавской культуре и мифологии.

## Биография
Малле родился и получил образование в Женеве. В 1752 году был назначен профессором литературы в Копенгагенской академии и получил должность наставника кронпринца — будущего датского короля Кристиана VII.  Там он увлёкся древней литературой и историей Дании, результатом чего стал двухтомник: «Введение в историю Дании или Очерк религии, законов, нравов и обычаев древних датчан» (Introduction à L’histoire du Danemarch où l’on traite de la religion, des moeurs, des lois, et des usages des anciens Danois, 1755) и «Памятники мифологии и поэзии кельтов, в особенности древних скандинавов» (Monuments de la mythologie et de la poesie des Celtes, et particulierement des anciens Scandinaves, 1756).
В 1753 — 1758 гг. Малле редактировал выходивший в Женеве журнал «Датский Меркурий» (Mercure Danois), в котором знакомил соотечественников с политической и культурной жизнью Севера.
В 1760 году вернулся в Женеву и стал там профессором истории. Екатерина II предлагала ему стать воспитателем цесаревича, впоследствии императора Павла I, но Малле отказался.

## «Введение в историю Дании»

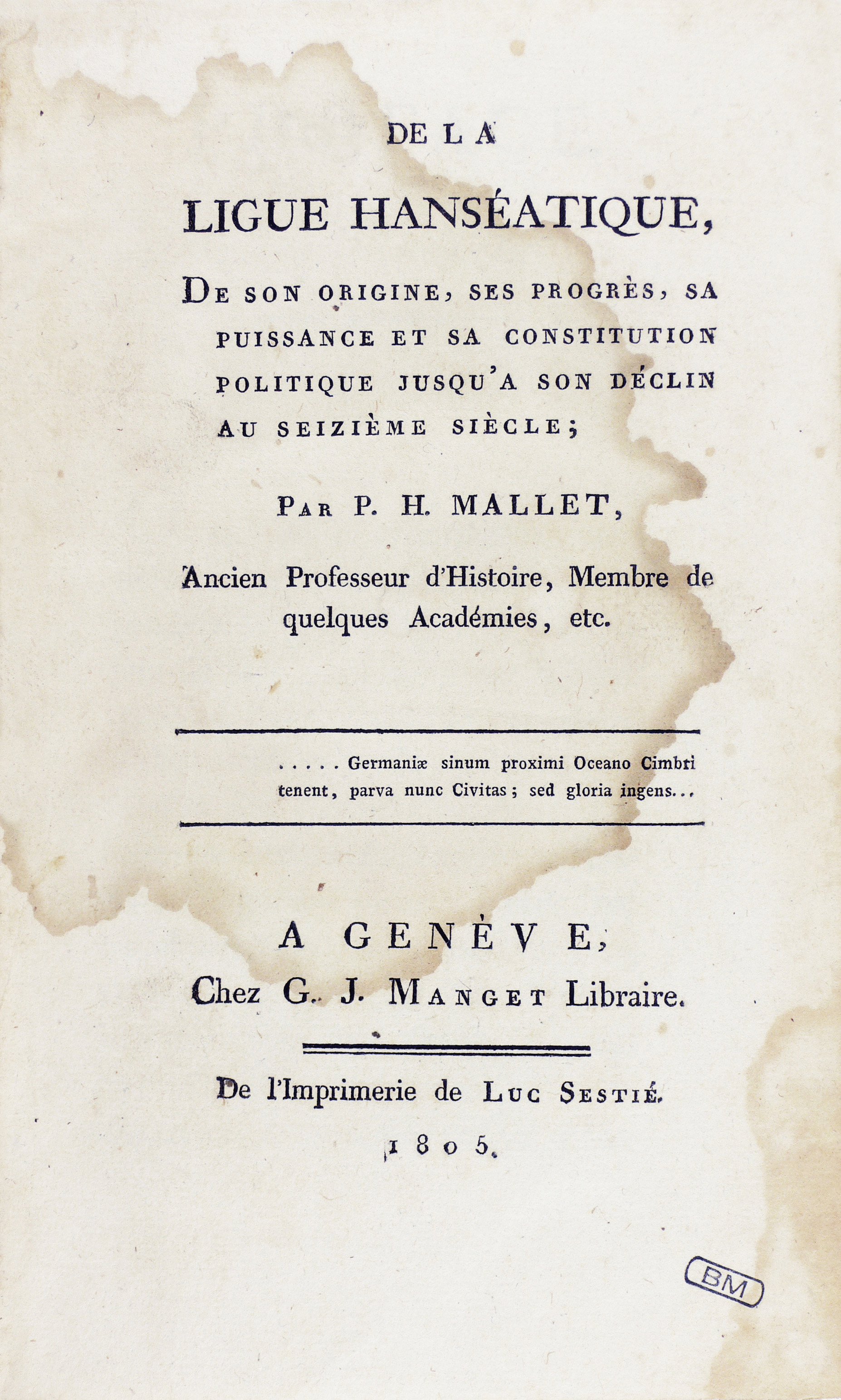
De la ligue hanséatique, 1805.

Малле высоко чтил Монтескьё, и устремление его взгляда на Север основывалось на знаменитых словах философа о происхождении английской свободы из лесов Германии, как и на других его словах о могучих добродетелях, порожденных климатом Севера («Дух законов», 14, 2). Малле полагал, что хотя изначально подлинный монотеизм доисторического времени нигде не сохранился в чистоте, но оставил большинство своих следов на Севере, где климат усмирял страсти.
Вот как изображал Малле народы Севера: полнокровные люди, с сильными и малоподвижными фибрами, полные страсти, если воспламенялись, в остальном же флегматичные и безразличные, неукротимые по отношению к произвольному авторитету, открытые, временами даже великодушные благодаря чувству собственного достоинства, исполненные отвращения ко всему, что требует больше настойчивости, чем активности. Одна лишь война давала им возбуждение, в котором нуждались эти люди. Этими свойствами определялись религия, законы, предрассудки и энтузиазм северян; Малле, продолжая Тацита, считал, что народы Севера и Юга глубоко различаются своим отношением к женщине и, вероятно, северяне больше всего способствовали распространению духа умеренности и благородства в обращении с женщиной, короче говоря, духа галантности и рыцарства по всей Западной Европе, который утверждался там одновременно с полчищами оседавших там скандинавов. Из смешения победителей с побежденными возникли, по мнению Малле, нравы и дух, ещё и сегодня правящие Европой.
Программа Малле, сформулированная в предисловии, гласила: рассказывать о делах народов, князей, завоевателей и законодателей, не зная их характера, духа, который их оживлял, означало бы обладать только скелетом истории, видеть во тьме только тёмные и сбивающие с толку тени вместо того, чтобы жить с людьми и говорить с ними. «Как бы и самый легковерный писатель ни был падок на чудесное в истории своего века или искажал её, он тем не менее рисует её, сам того не замечая».
Во втором томе он собрал самые интересные, с его точки зрения, древнескандинавские саги, и в предисловии он признавался, что познания его в древнеисландском наречии несовершенны и поэтому при переводе, он использовал не столько древние литературные памятники, сколько современные латинские, датские и шведские их переложения. Свои переложения швейцарский ученый снабдил подробным комментарием.

### Образ «чаши из черепа»

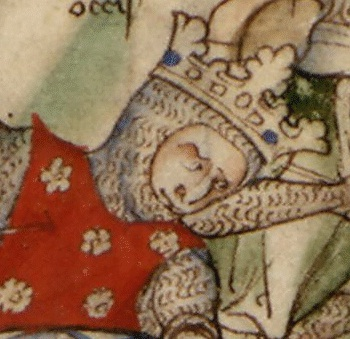
Харальд III Суровый

В его книге содержался перевод (частично пересказ) из «Младшей Эдды», а из «Старшей Эдды» — песни «Прорицание вёльвы», «Речи Высокого» и «Песнь о Вегтаме» («Сны Бальдра»). В последнем разделе книги Малле привёл образчики лирики скальдов и близкие к ним в жанровом отношении более поздние баллады. Там же содержится собственный перевод Малле из «Саги о Книтлингах» — «Песни норвежского рыцаря Гаральда Храброго» (у Малле – «Бодрого»), которую на русский язык переводили Н. А. Львов, И. Ф. Богданович, Н. М. Карамзин и К. Н. Батюшков. 

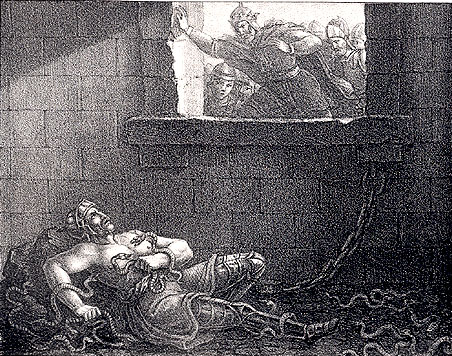
Казнь Рагнара Лодброка

С этим переводом Малле получил распространение такой популярный образ в литературе, и в частности среди предромантиков и романтиков, как «чаша из черепа», на которых произвело впечатление сообщение Малле о том, что в горных чертогах Одина павшие в битвах — герои эйнхерии — якобы пьют мёд (или даже кровь) из черепов погибших неприятелей. Однако это представление основывается на неточном переводе Малле: в «Песни Краки» Рагнар Лодброк, собираясь переселиться в Валгаллу, заявляет буквально следующее: «Скоро мы будем пить мёд из гнутых дерев лба зверя (т. е. из рогов) в доме Фьёлльнира (в Валгалле). Храброму не страшна смерть». Таким образом источником «чаши из черепа» являются не сами древнескандинавские саги, а неправильный их перевод Малле на французский язык.

## Значение
Труды Малле были на протяжении XVIII и XIX веков практически единственным и самым доступным источником знания о древней Скандинавии и обычаях её народов в Европе, она оказала влияние на формирование интереса к скандинавской истории и мифологии, народному творчеству. Отрывки «рунической поэзии», которыми Малле заключил свой труд, переводили Томас Перси, Томас Грей, Г. Герстенберг и Ф. Г. Клопшток, отмечается некоторое влияние его работ на Макфферсона.
В 1765 году появился немецкий перевод «Введения в историю Дании». Гердер заметил, в связи с этим, что она могла бы стать «арсеналом немецкого гения», так как он считал Эдду, с одной стороны, памятником мифологии и религии, а с другой — образцом древней поэзии. Эта поэма, по его мнению, могла дать толчок к развитию более естественной для немцев поэзии, чем мифология римлян. Правда, позже, лучше познакомившись с источниками, на которых основывался Малле, немецкий мыслитель оценил приукрашивания женевца гораздо критичнее.